# Vitali Popkov
Vitali Oleksàndrovitx Popkov (en ucraïnès Віталій Олександрович Попков; Novossélytsia, província de Txernivtsí, 16 de juny de 1983) és un ciclista ucraïnès, que competeix tant en carretera com en la pista.

## Palmarès en pista
- 2002
  -  Campió d'Europa sub-23 en Persecució per equips (amb Volodymyr Zagorodny, Roman Kononenko i Volodymyr Dyudya)
- 2003
  -  Campió d'Europa sub-23 en Persecució per equips (amb Volodymyr Zagorodny, Roman Kononenko i Volodymyr Dyudya)
- 2004
  -  Campió d'Europa sub-23 en Persecució per equips (amb Maksym Polyshchuk, Dmytro Grabovskyy i Volodymyr Dyudya)

### Resultats a laCopa del Món
- 2003
  - 1r a Ciutat del Cap, en Persecució per equips
- 2004-2005
  - 1r a Moscou, en Persecució per equips
- 2006-2007
  - 1r a Los Angeles, en Persecució
  - 1r a Los Angeles, en Persecució per equips
- 2009-2010
  - 1r a Cali, en Persecució

## Palmarès en ruta
- 2008
  - Vencedor d'una etapa al Tour de Ribas
- 2009
  - 1r al Tour de Szeklerland i vencedor d'una etapa
- 2010
  -  Campió d'Ucraïna en ruta
  -  Campió d'Ucraïna en contrarellotge
  - 1r al Gran Premi de Donetsk
  - 1r al Gran Premi d'Adiguèsia i vencedor d'una etapa
  - 1r al Gran Premi Jasnej Góry
  - 1r al Rogaland Grand Prix
  - Vencedor d'una etapa als Cinc anells de Moscou
  - Vencedor d'una etapa al Tour de Szeklerland
- 2012
  - 1r al Tour de Szeklerland
  - 1r al Gran Premi de Moscou
  - 1r a la Race Horizon Park
  - Vencedor d'una etapa a la Cursa de Solidarność i els Atletes Olímpics
  - Vencedor d'una etapa a la Dookoła Mazowsza
- 2013
  - 1r a la Cursa de Solidarność i els Atletes Olímpics i vencedor d'una etapa
  - Vencedor d'una etapa al Gran Premi de Sotxi
  - Vencedor d'una etapa al Gran Premi d'Adiguèsia
  - Vencedor d'una etapa al Tour de l'Azerbaidjan
  - Vencedor d'una etapa al Tour de Szeklerland